# ميكائيل تيلستروم
ميكائيل تيلستروم (بالسويدية: Mikael Tillström) مواليد 5 مارس 1972 في يونشوبينغ، هو لاعب كرة مضرب سويدي سابق بدأ مسيرته كمحترف سنة 1991 وكان يلعب باليد اليمنى، اعتزل اللعب في 2000. أعلى تصنيف له في الفردي كان المركز الـ 39 في سنة 1996. سبق أن شارك في دورة الألعاب الأولمبية الصيفية.

## روابط خارجية
- ميكائيل تيلستروم على موقع رابطة محترفي التنس (الإنجليزية)
- ميكائيل تيلستروم على موقع الاتحاد الدولي لكرة المضرب (الإنجليزية)
- ميكائيل تيلستروم على موقع كأس ديفيز (الإنجليزية)
- ميكائيل تيلستروم على موقع خلاصة التنس.كوم (الإنجليزية)
- ميكائيل تيلستروم على موقع أوليمبيديا (الإنجليزية)
- ميكائيل تيلستروم على موقع اللجنة الأولمبية السويدية (السويدية)